# カウンター (インテリア)
カウンター（英: counter, countertop）は、インテリアにおける横長の台（テーブル）の呼称。仕切りの役割も担っており、サービスを行う側と受ける側が対面する形式になる。
銀行・事務所の窓口を指すこともある。また、商店（小売店）のレジカウンターや、空港のチェックインカウンター・ホテルのフロントなどを含むサービスカウンターという語もある。

## バー
バー（酒場）の一種であるカウンターバーにも用いられている。カウンターは高さがあることも多く、それに併せた脚の高い腰掛には「止まり木」という俗称がある。
西部劇などでは、グラスをカウンターの上で滑らせて客に渡す光景も見られる。
近年は形状から「コの字酒場」という細分類も出てきた。
木製のカウンターには、趣きを出す一環として、桜の一枚板を用いるものなどもある。立ち飲み（椅子を用意していない店舗もある）の場合、シンプルなステンレス製のカウンターもある。

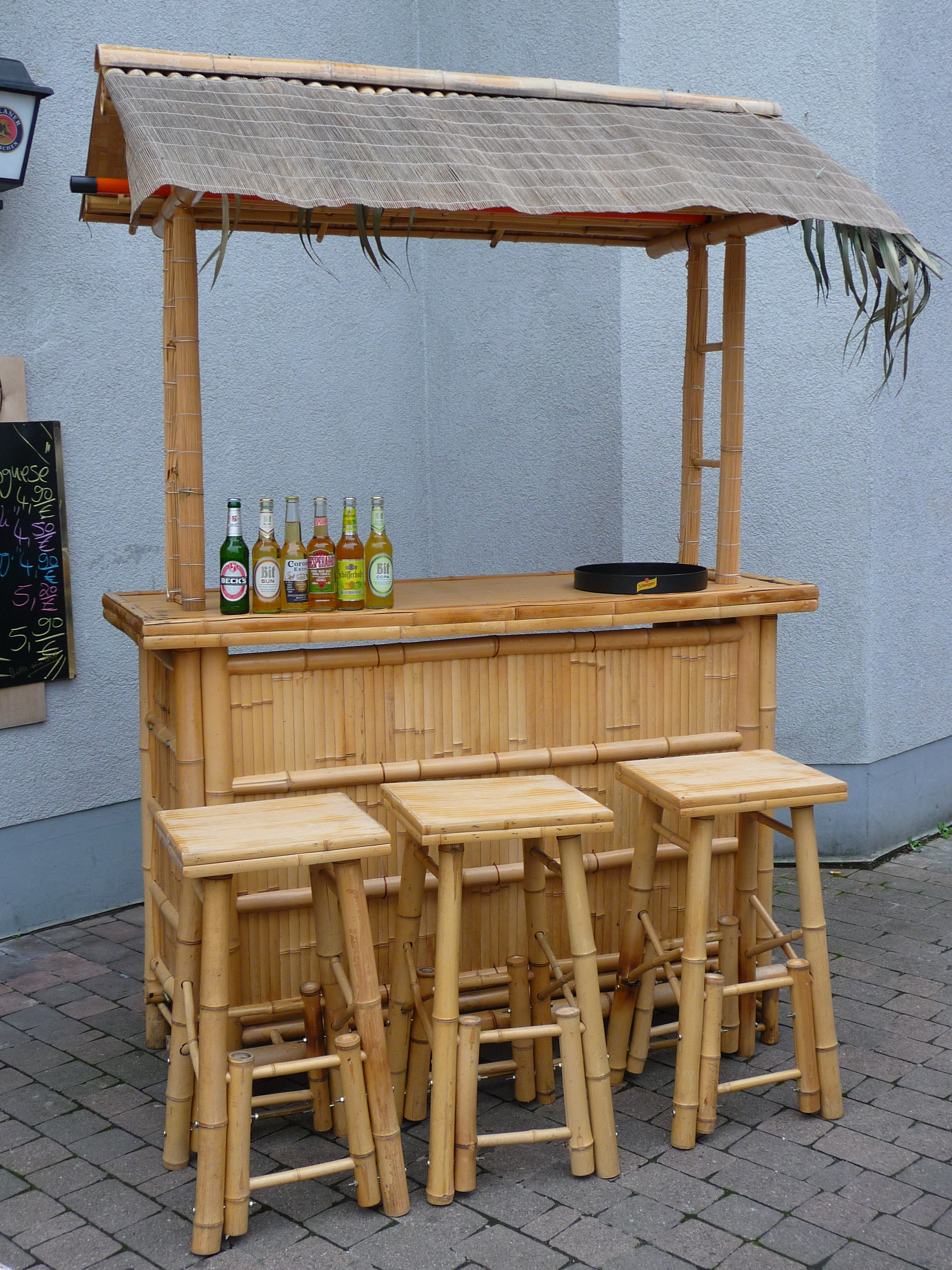
竹製のバーと椅子。
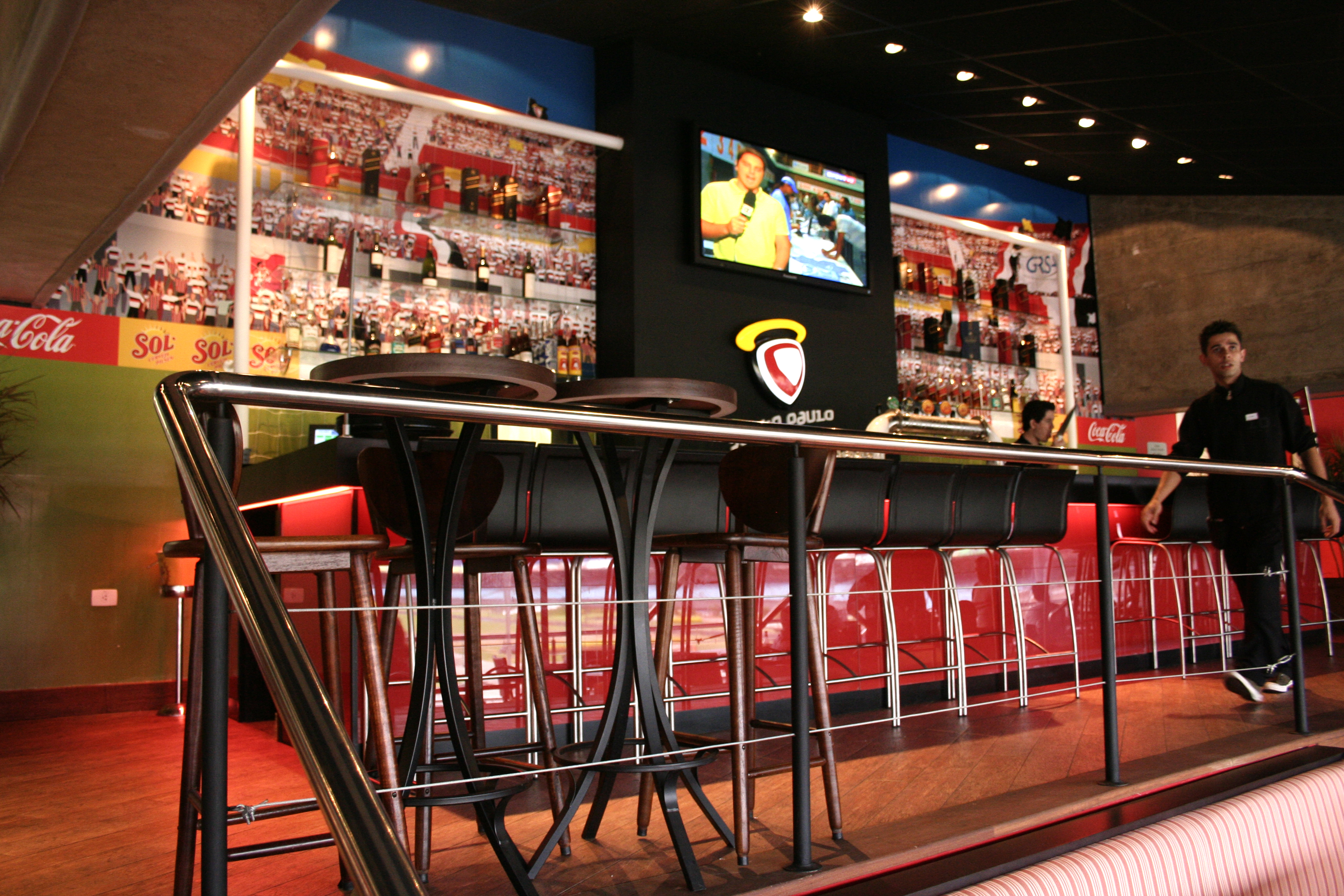
ブラジル、サンパウロのバー。

## 飲食店
カウンター席のすぐ内側が厨房になっている場合、できたての食事をそのまま受け取れるメリットがある。ボックス席や小上がり・お座敷・個室などを用意している店舗もある。コの字のカウンター席の場合などは、椅子の位置を工夫して客同士の視線が合わないようなレイアウトにしている。
鉄板焼き屋や天ぷら屋などでは、客への油跳ね防止から、調理ゾーンの正面には垂直方向の透明な仕切りがあることがある。右利きの人と左利きの人が隣同士になることもありえる。

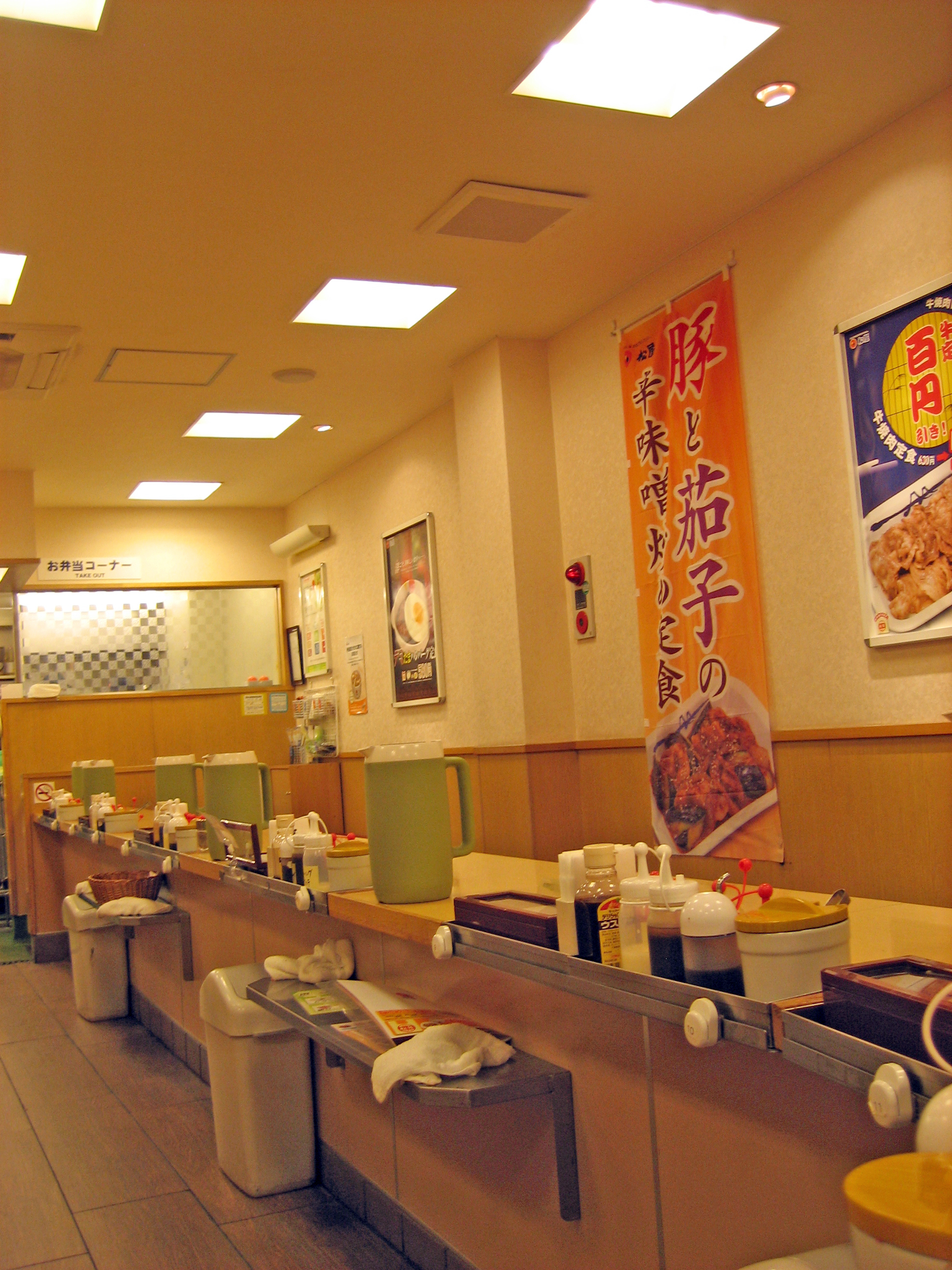
松屋の店内にあるカウンター。
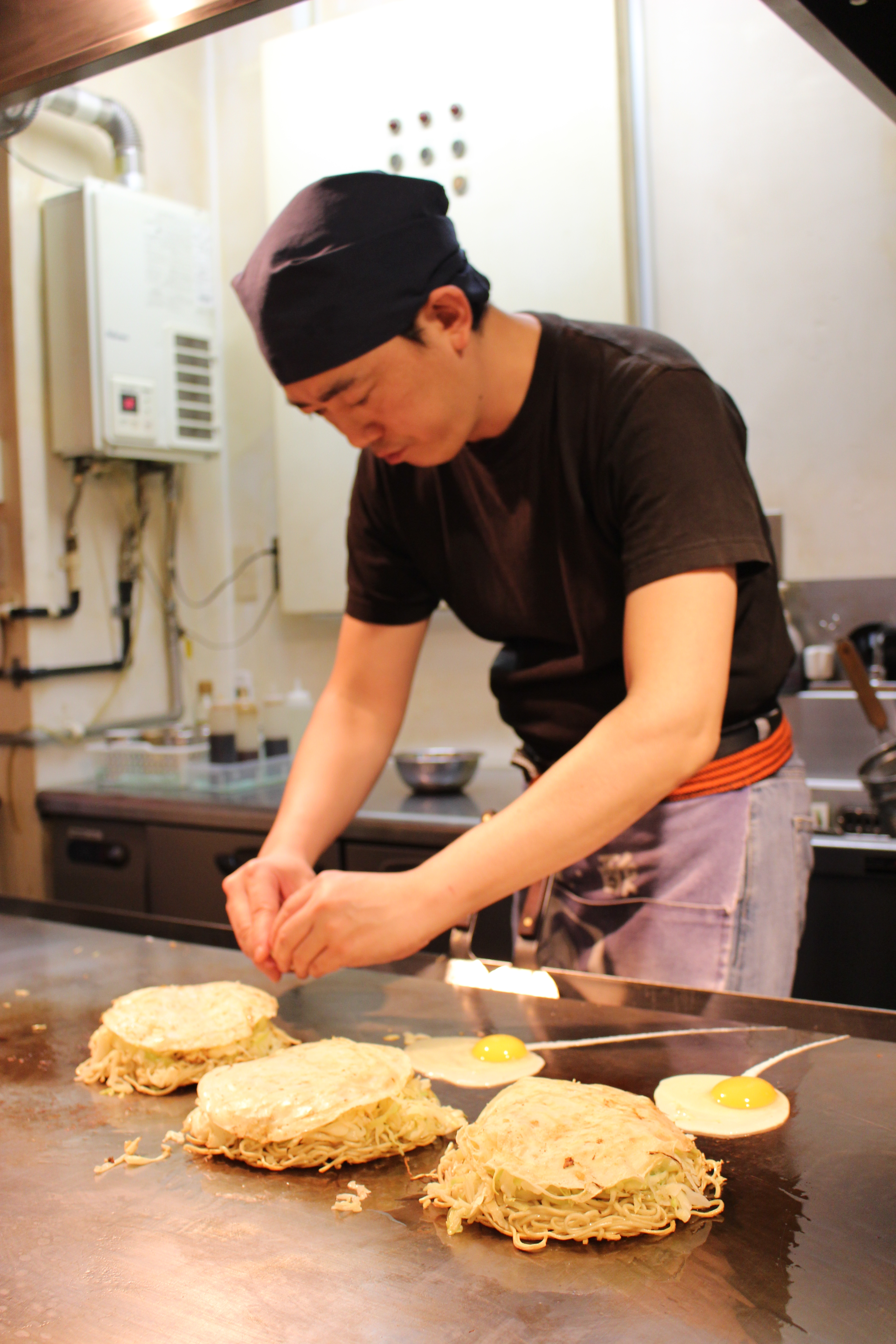
お好み焼き店。
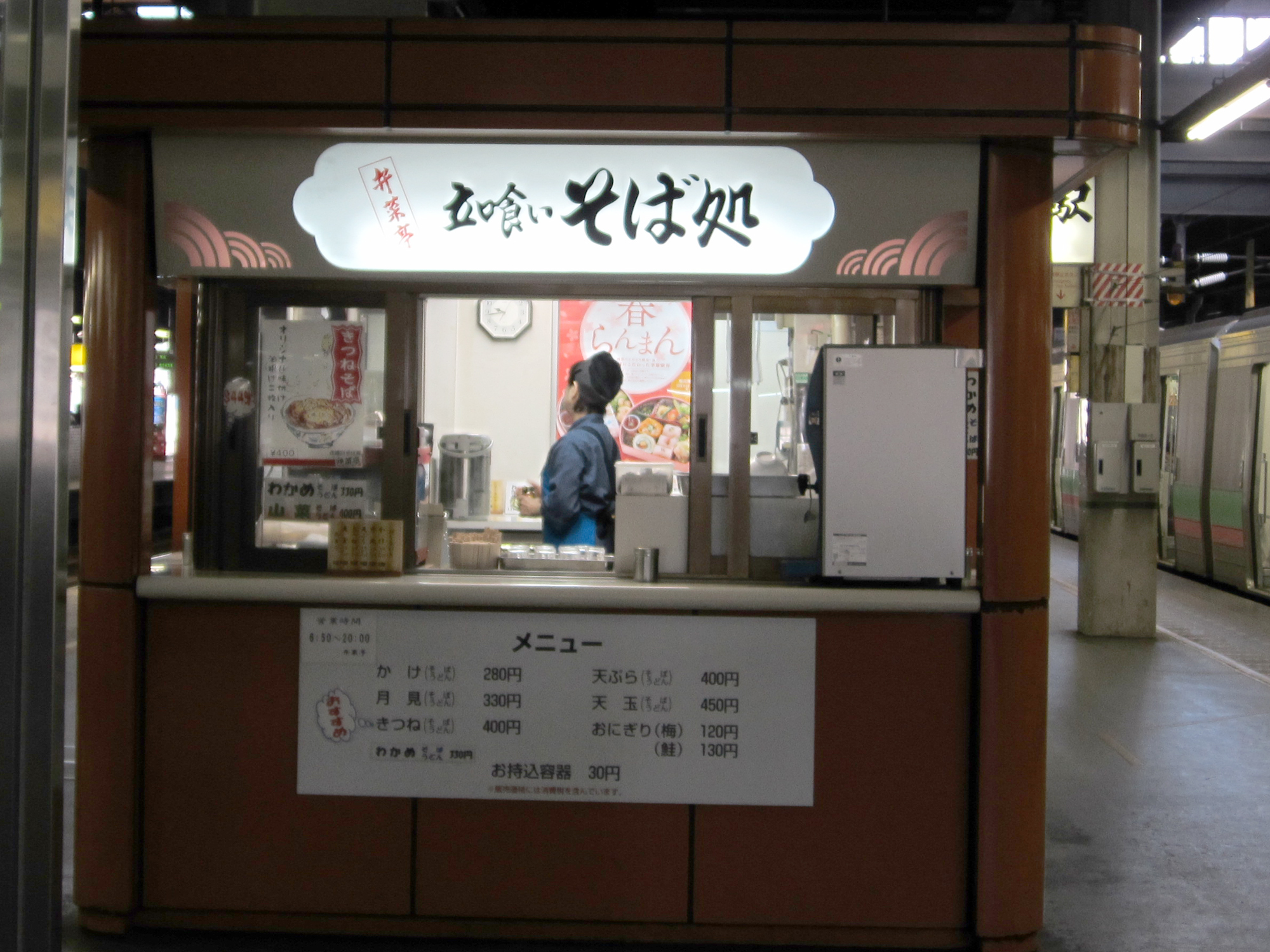
札幌駅ホームにある立ち食いそば店。
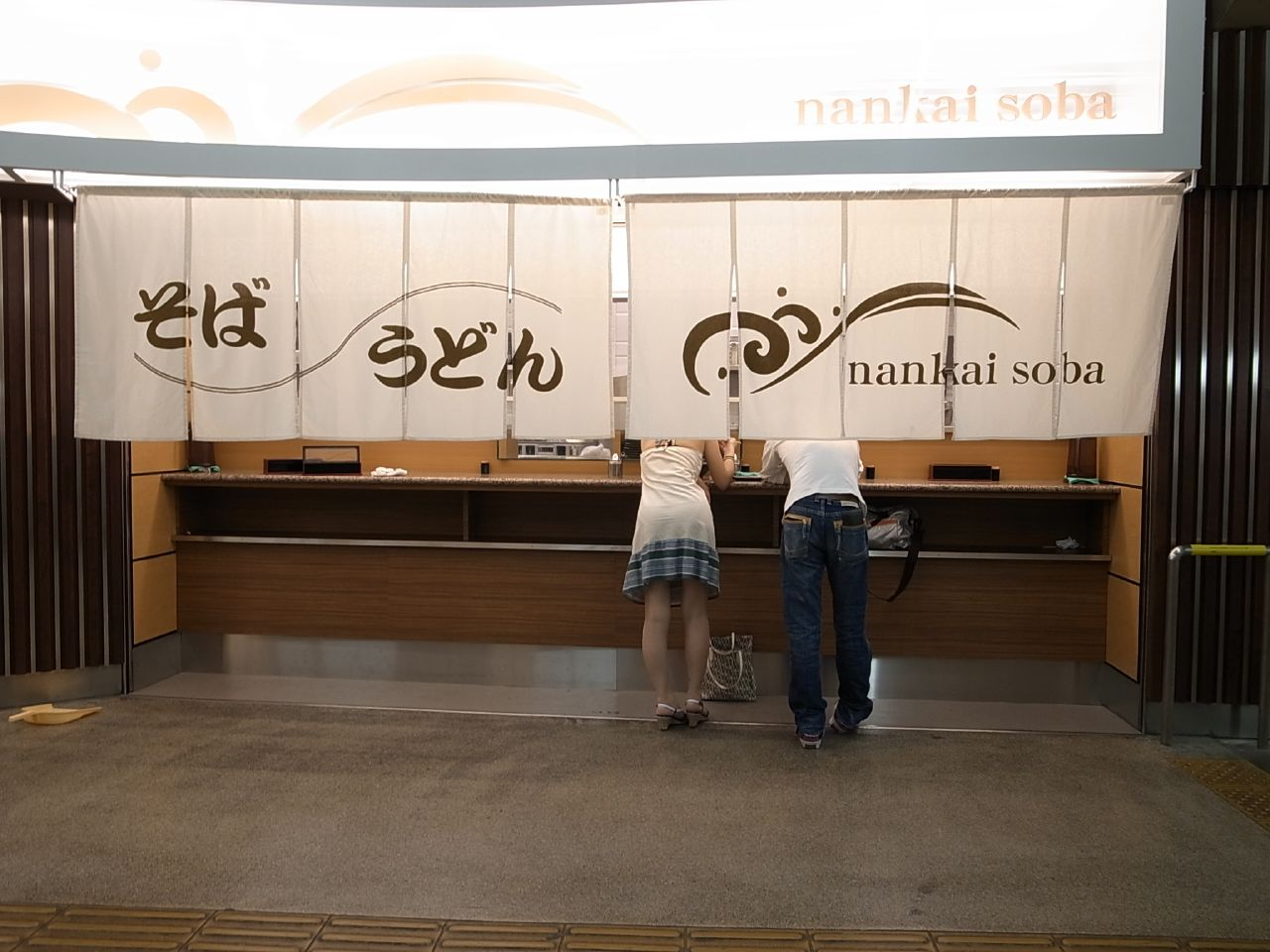
立ち食いそば店。カウンターの下に手荷物が置ける方式。
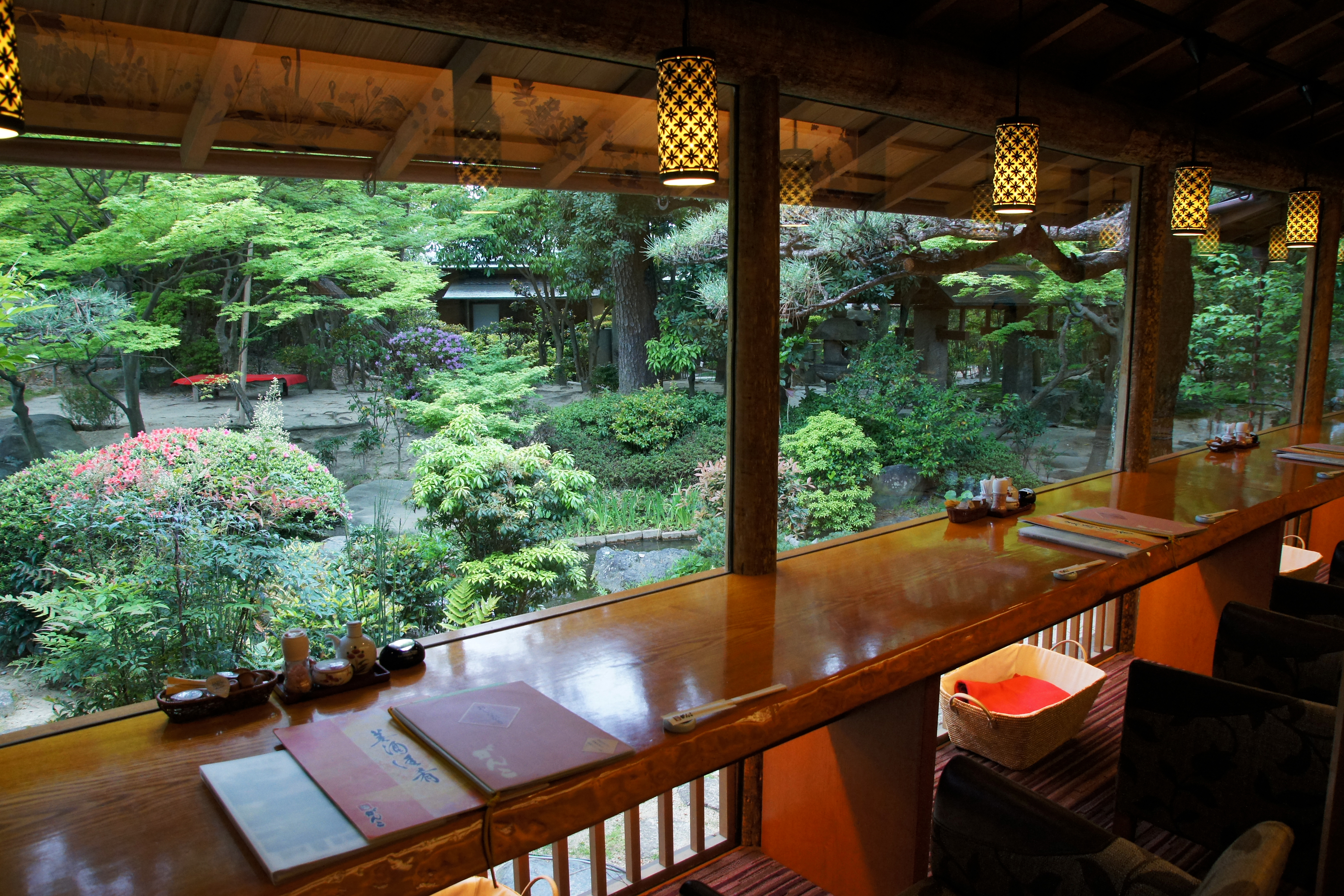
大阪府岸和田市の五風荘。
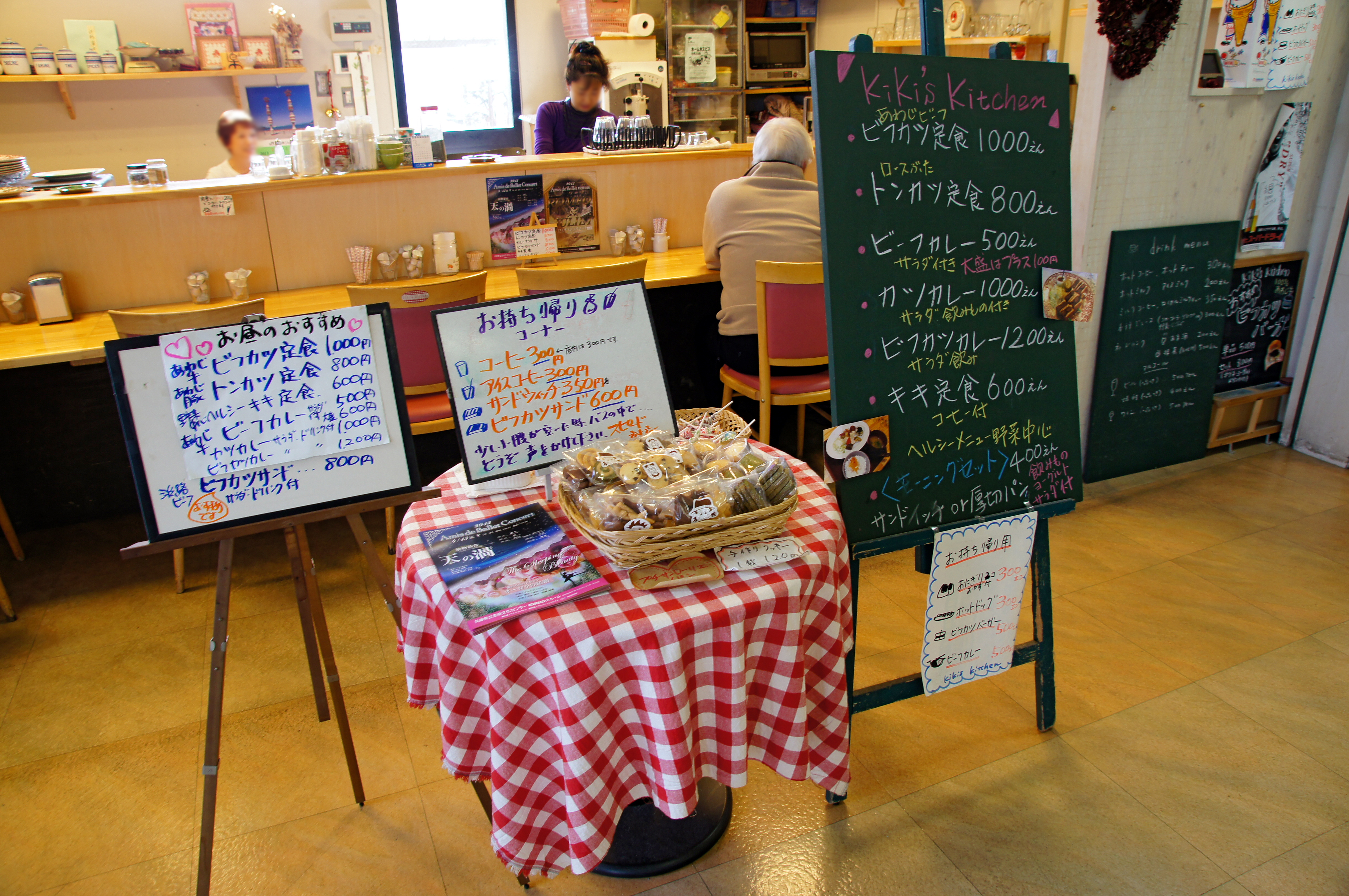
兵庫県洲本市の洲本バスセンター。
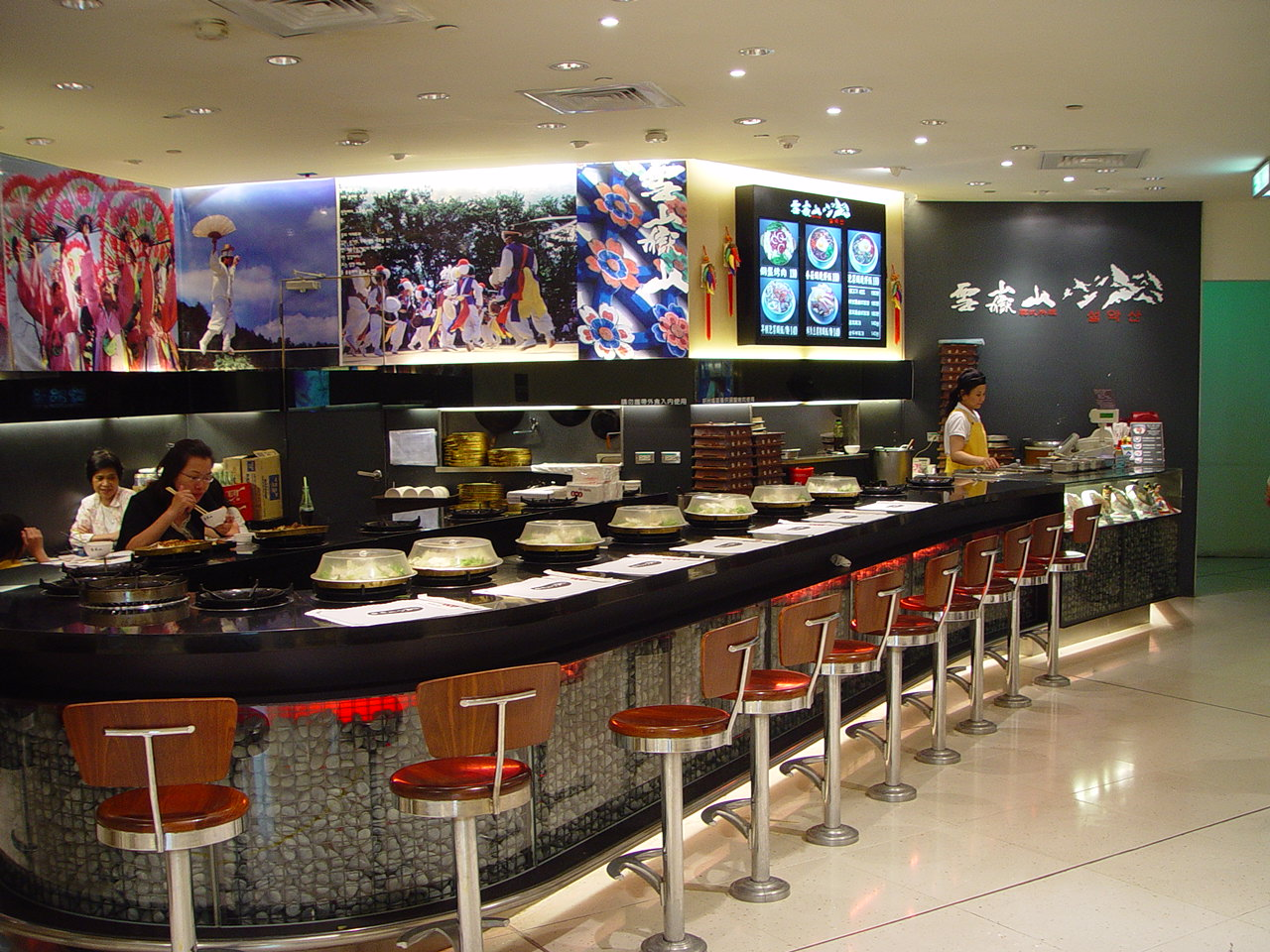
台湾のキムパプとプルコギバーのカウンター席。
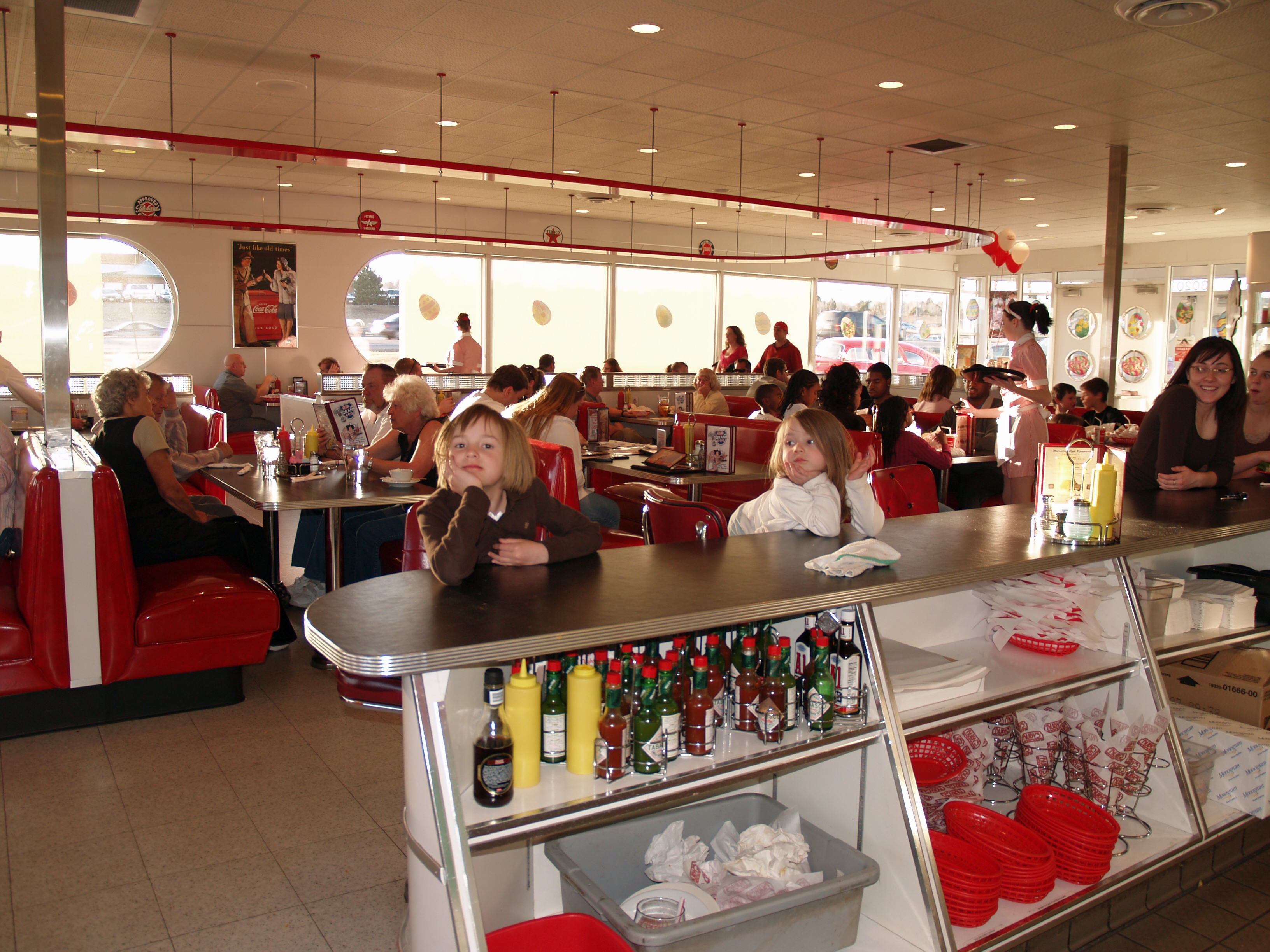
コロラドスプリングスのダイナー。

### ラーメン店
ラーメン店ではカウンター席がよく見られる。替え玉の注文も円滑に行える。客の食事用カウンターのすぐ前の一段高い位置に、一旦店員が食器を載せるための台も設置されていることがある。

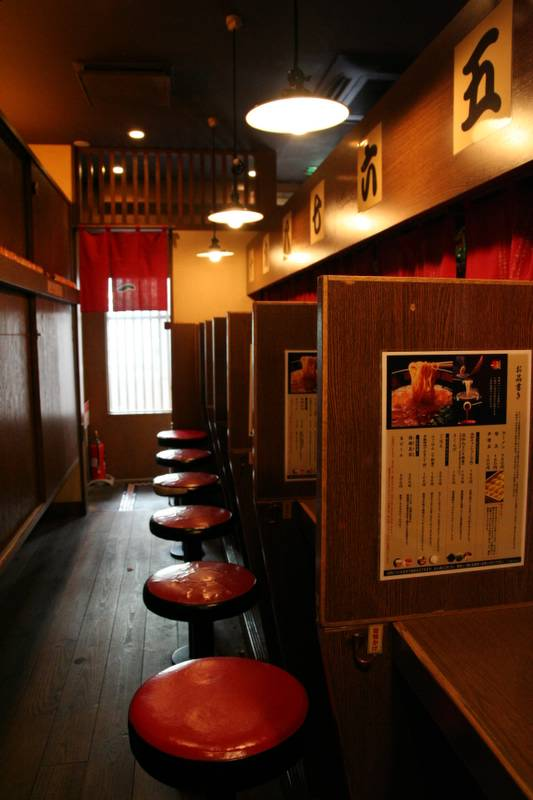
神奈川県横浜市の一蘭の味集中カウンター。
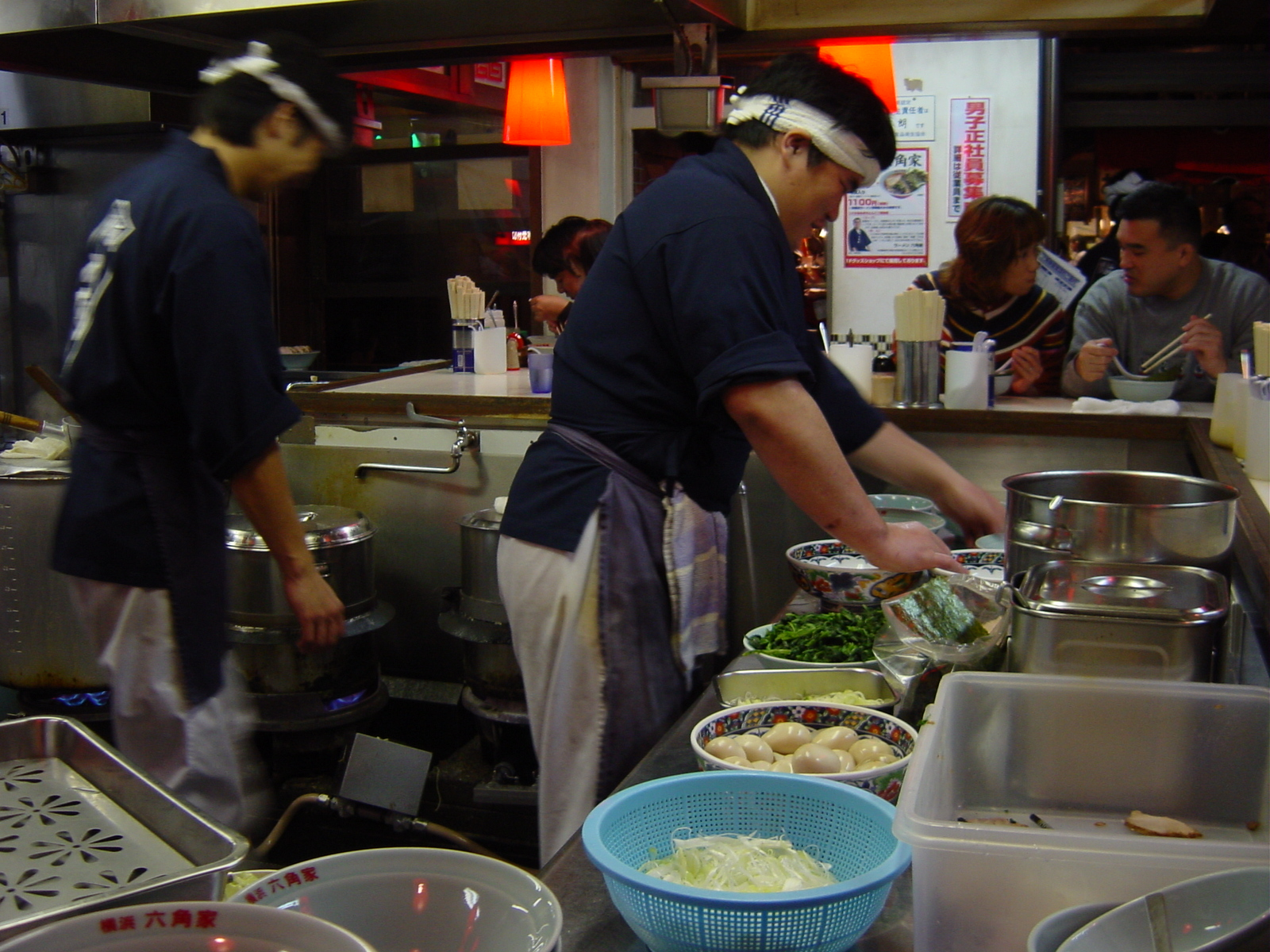
神奈川県横浜市の六角家。

## セルフサービス

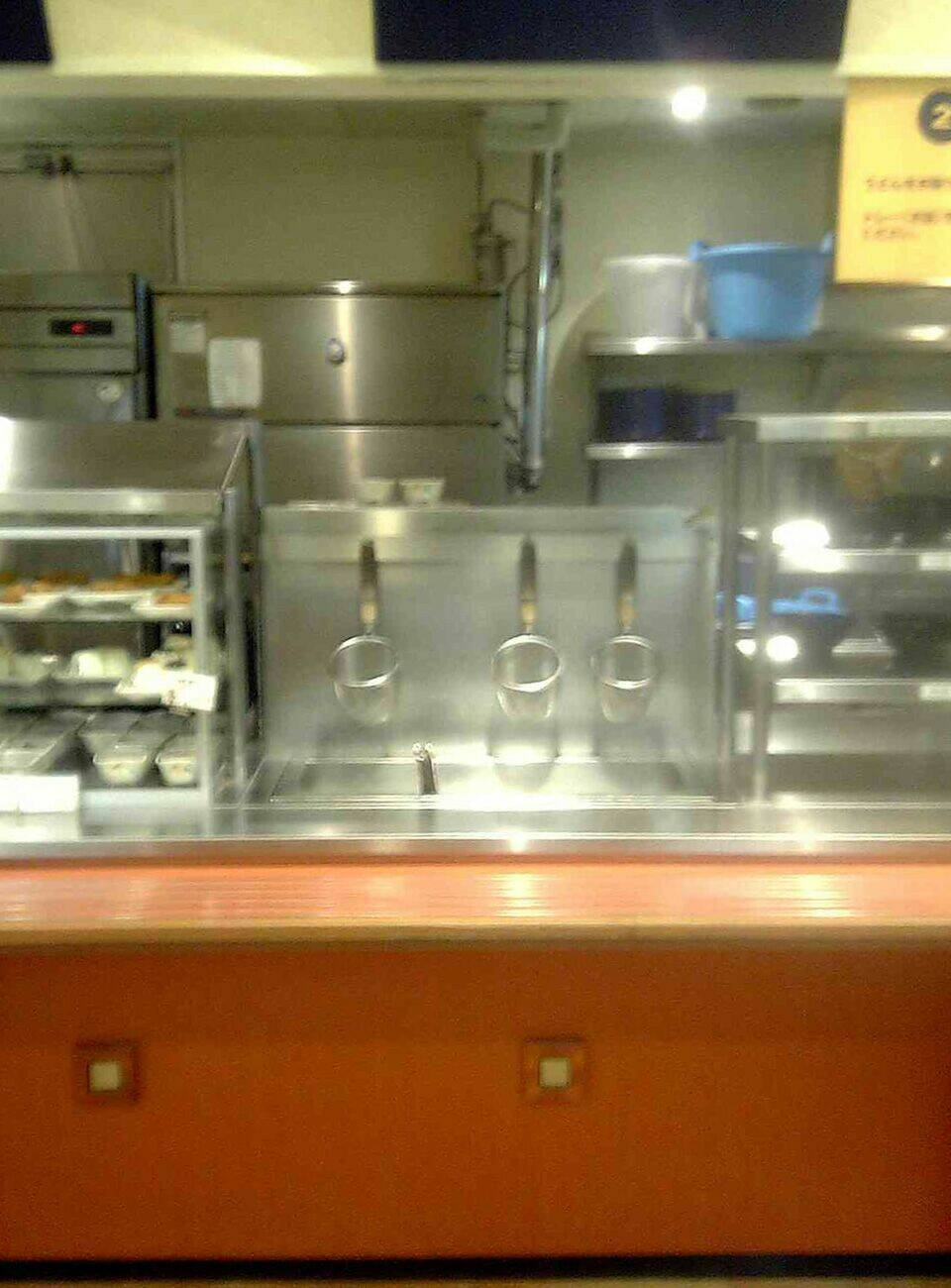
香川県の津田の松原サービスエリアの讃岐うどんコーナー。
食堂。
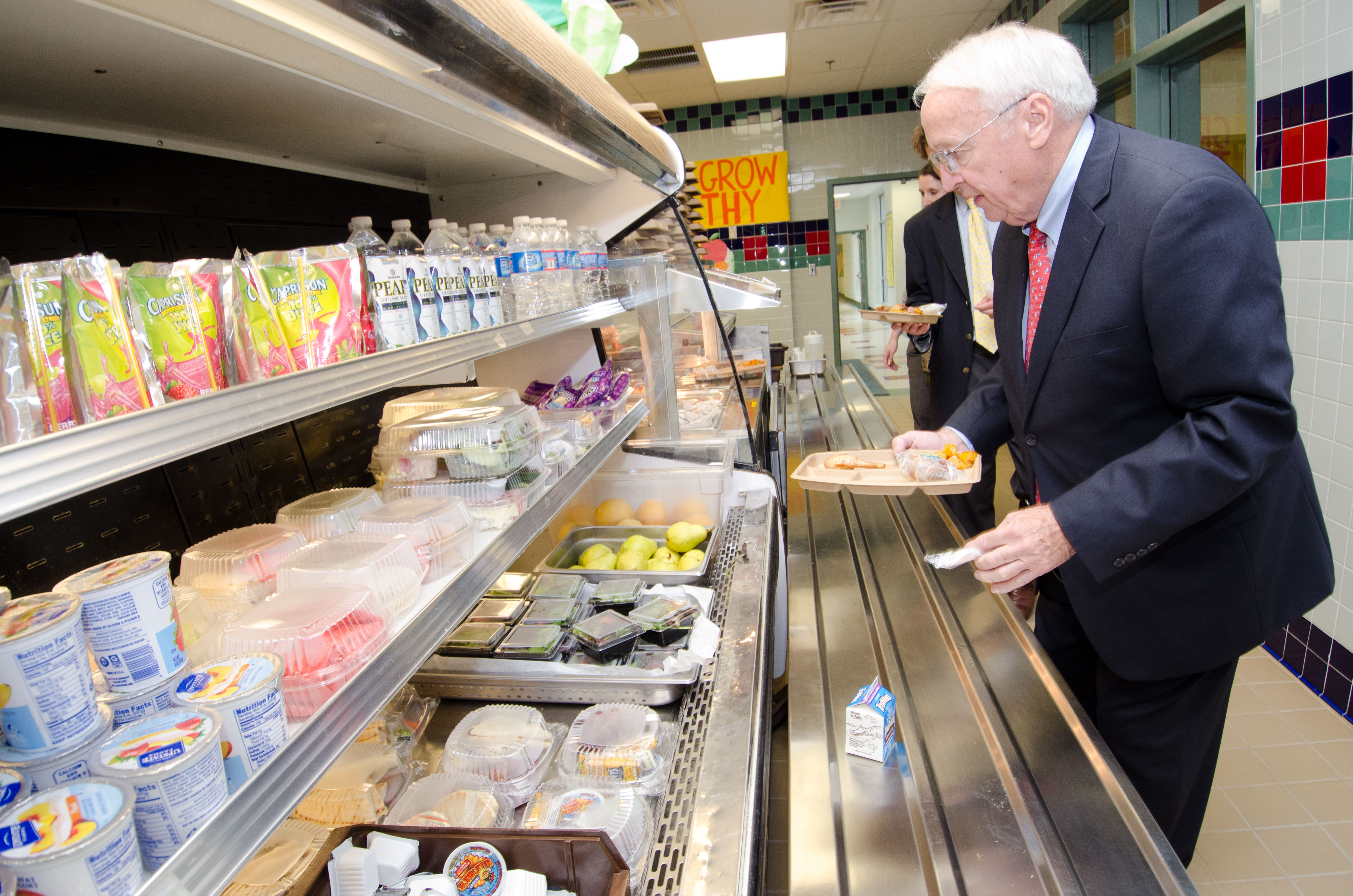
学生食堂。

## キッチン
カウンターキッチン（和製英語: counter＋kitchen）という種類のキッチン（台所）が存在する。アイランドキッチン形式（流し台と焜炉を壁沿いに配置しないもの）として、1970年代には既に生まれていた。日本では1978年にクリナップから、「クリンレディ」の原型となったというカウンターキッチンが発売された。基本的に対面式となっており、テレビを見ながらや、家族と会話したりお年寄りや小さい子どもを見守りながらの、料理や後片付けが可能という長所も指摘されている。 
なお、逆にキッチンカウンター（イギリス英語: Kitchen Worktop）というと、キッチンに置く、ある程度の高さがある小型テーブルを指すこともある。収納を兼ねたものもある。

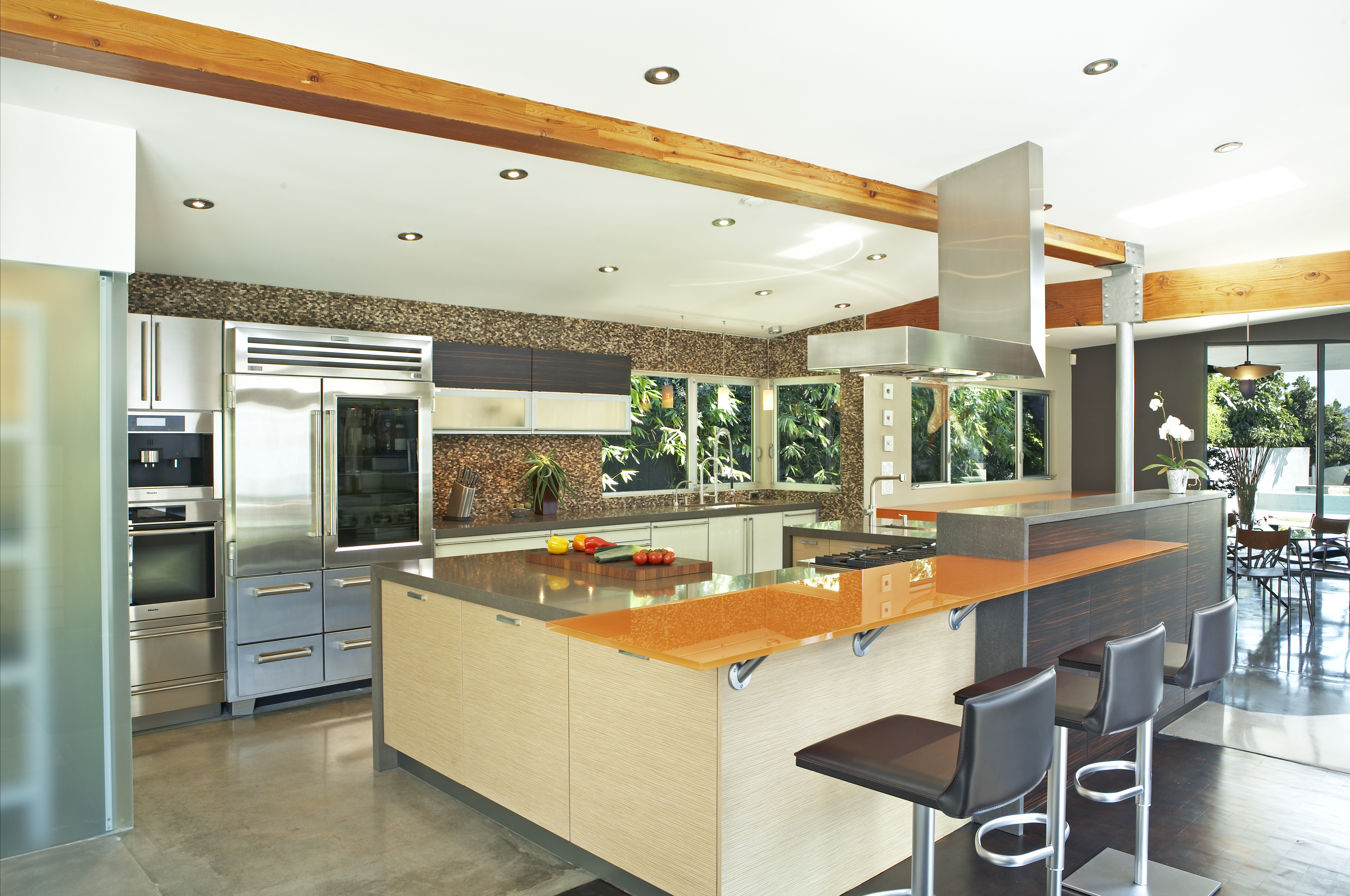
カウンターキッチンの一例。
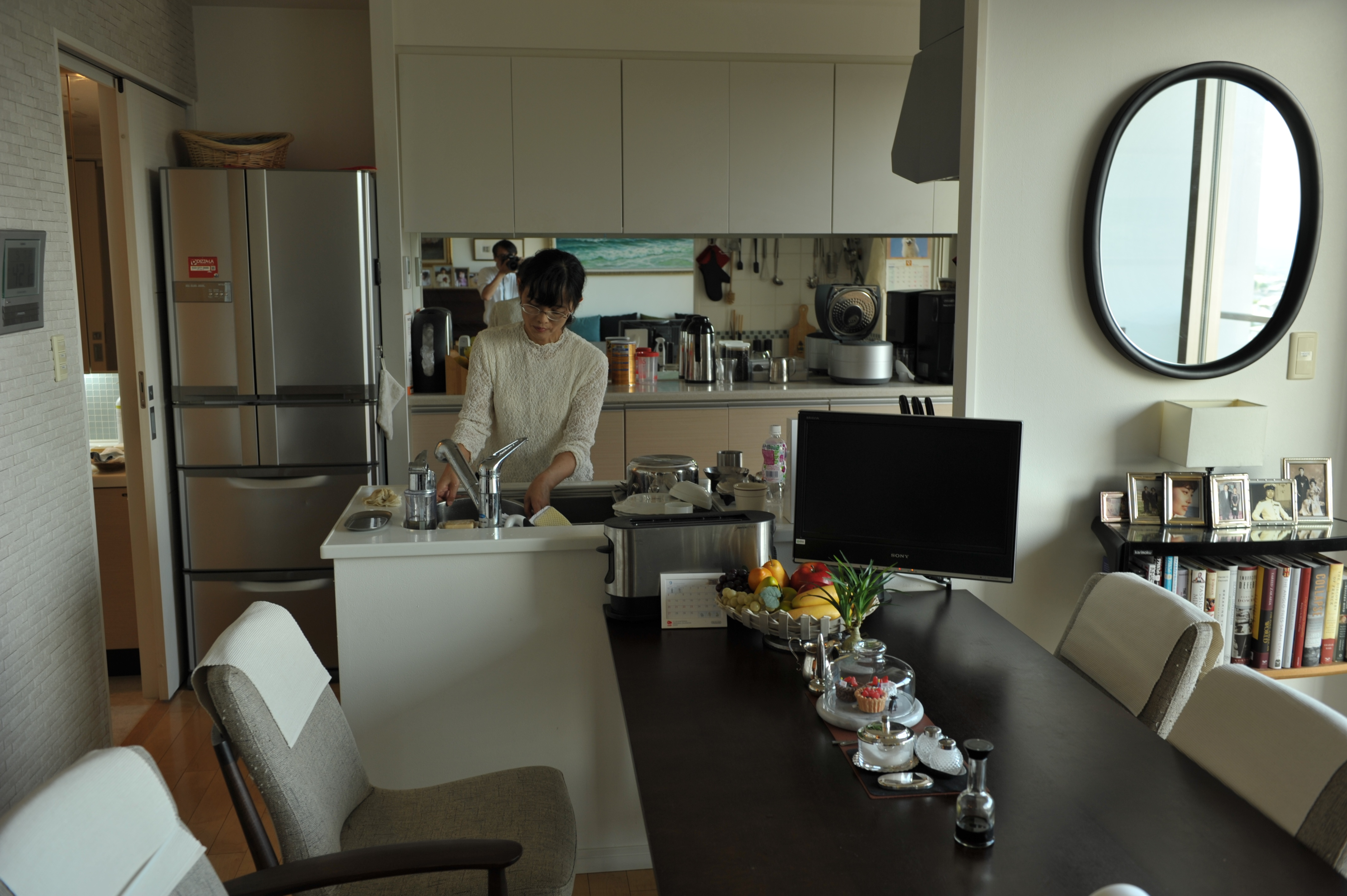
アイランドキッチン。
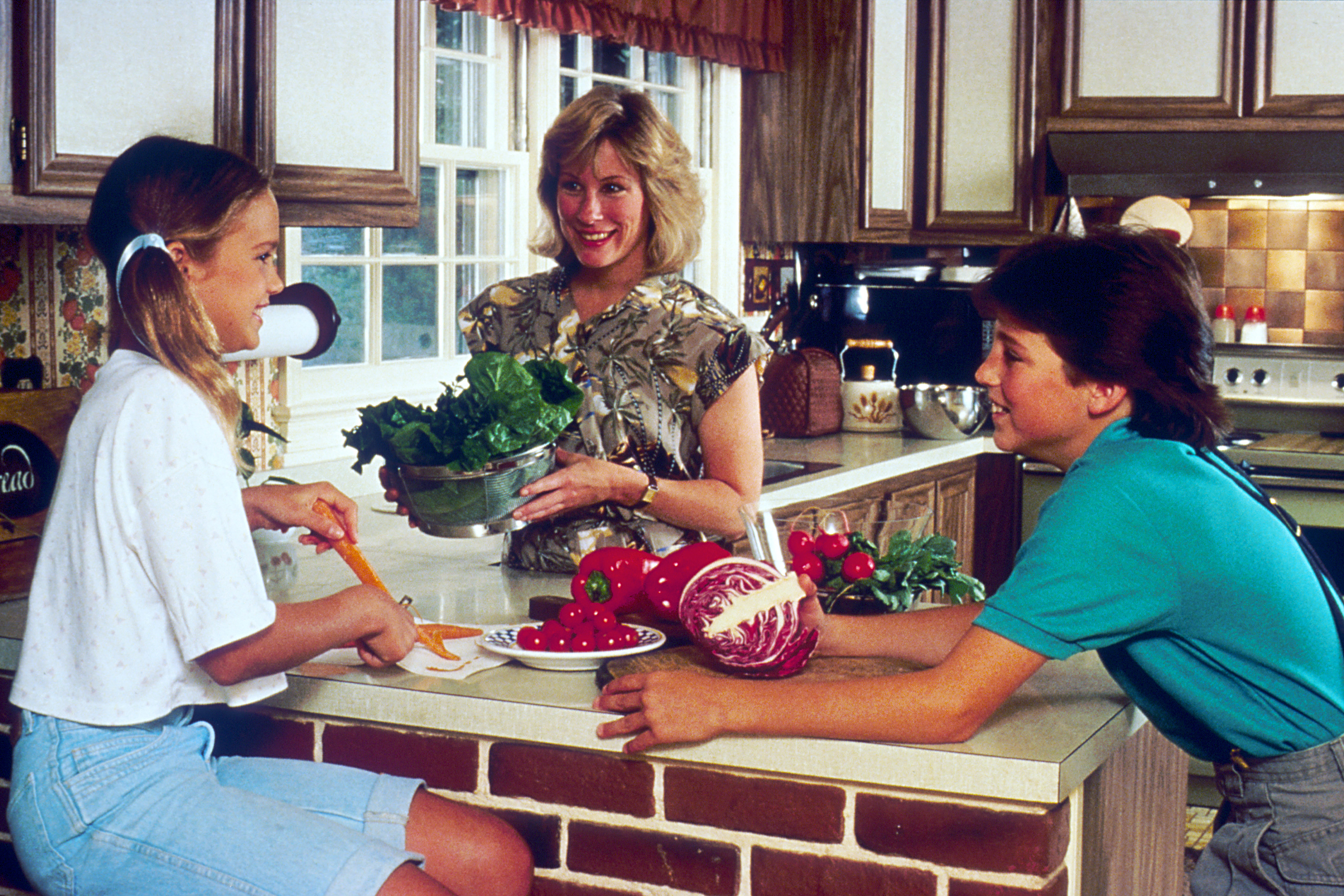
カウンターキッチンで野菜を料理中の家族。
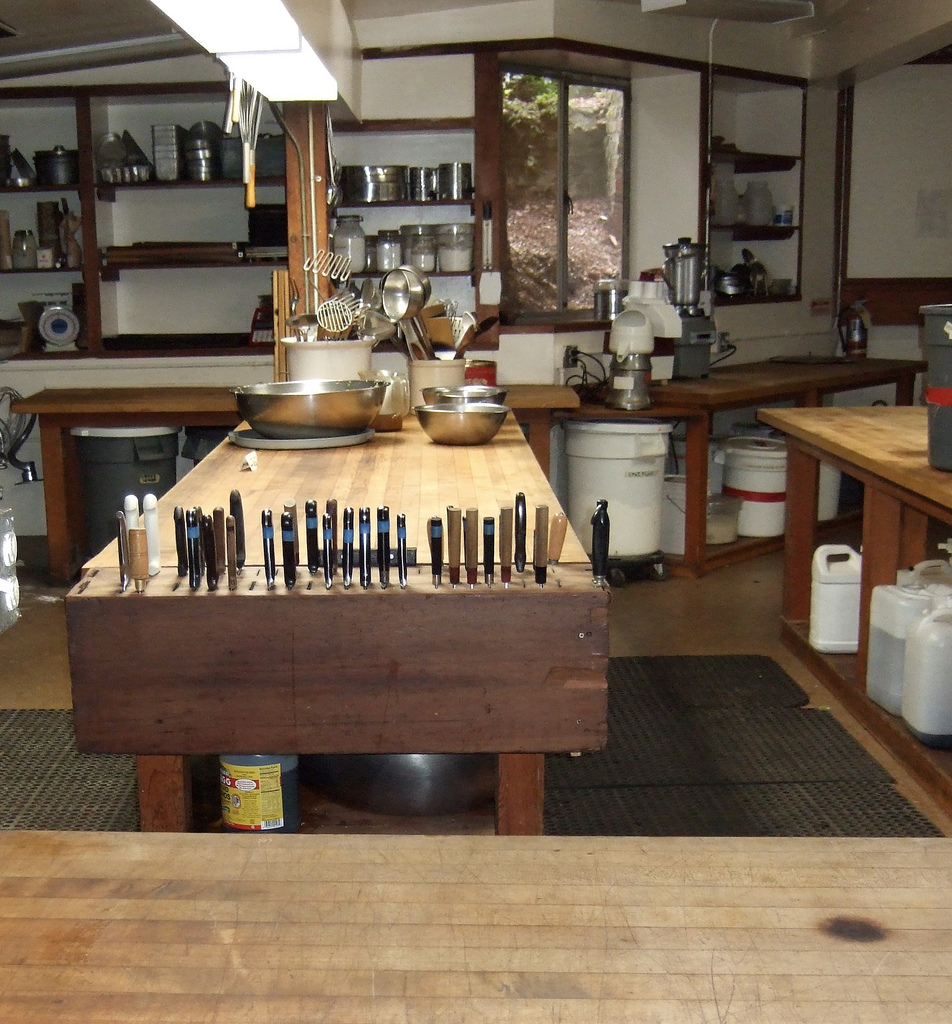
キッチン。

## 窓口
防犯上、垂直方向の透明な仕切りがある金融機関もある。

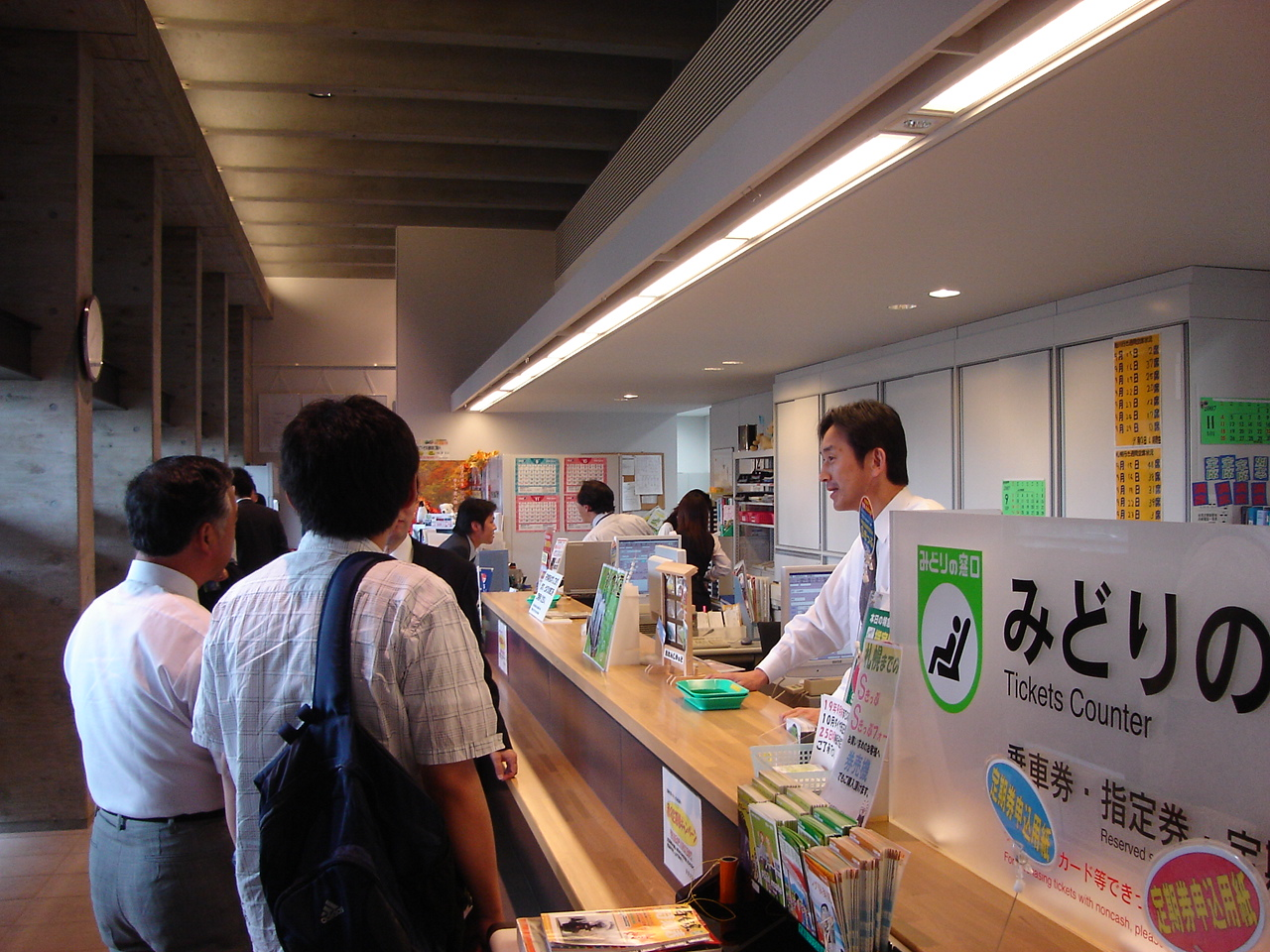
オープンカウンター形式の「みどりの窓口」。
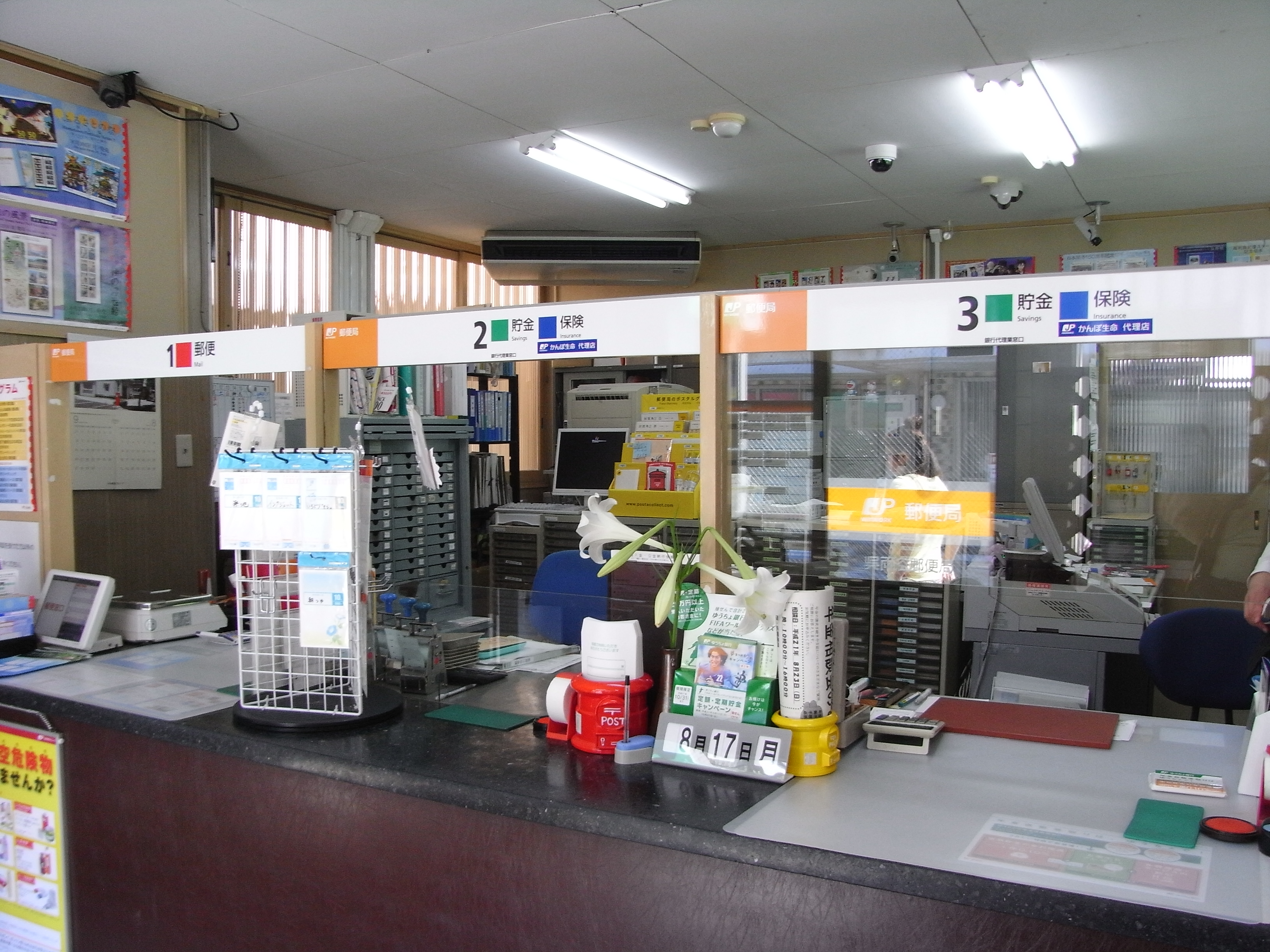
郵便局。
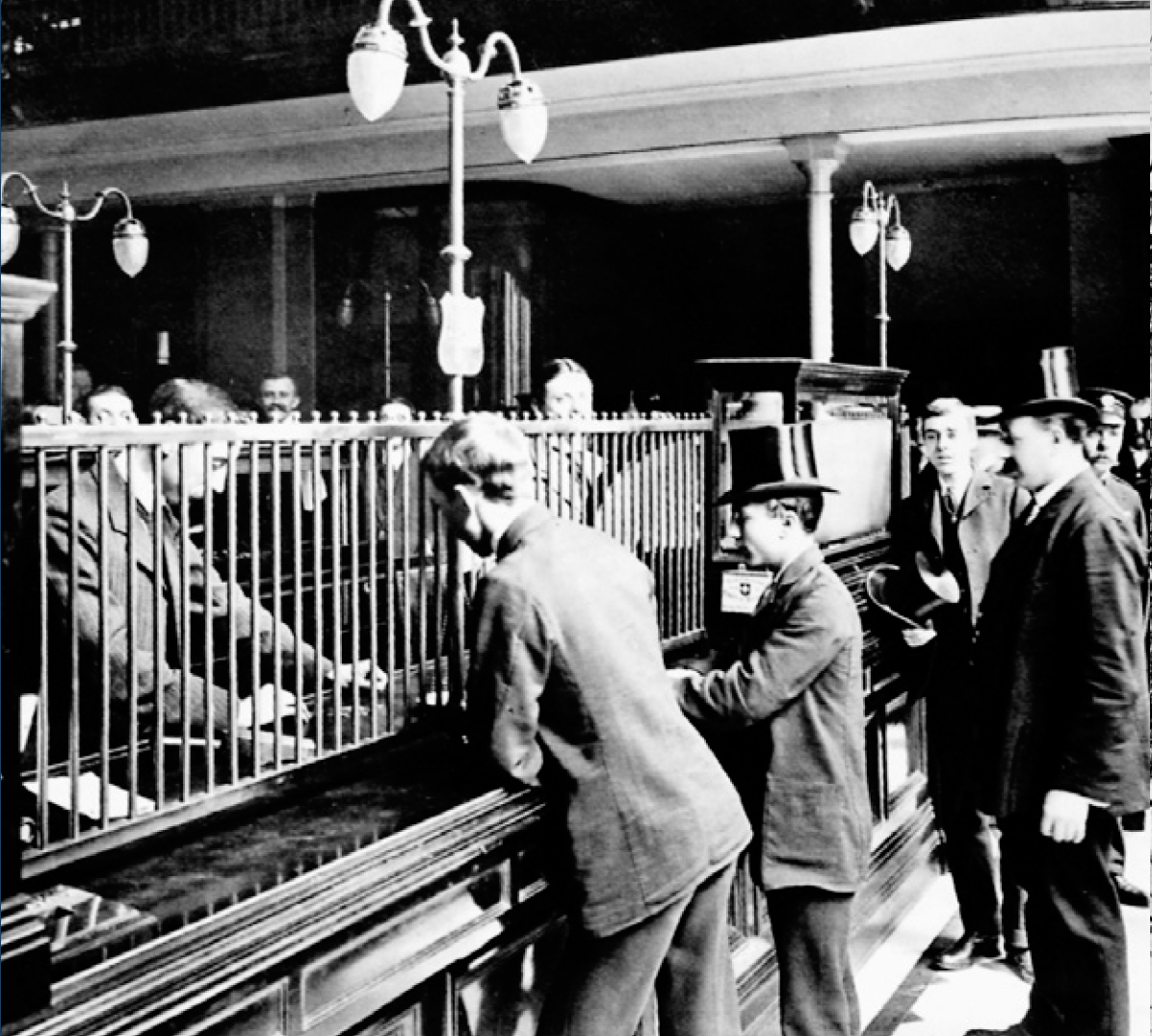
1900年前後のロンドンの銀行のカウンター。
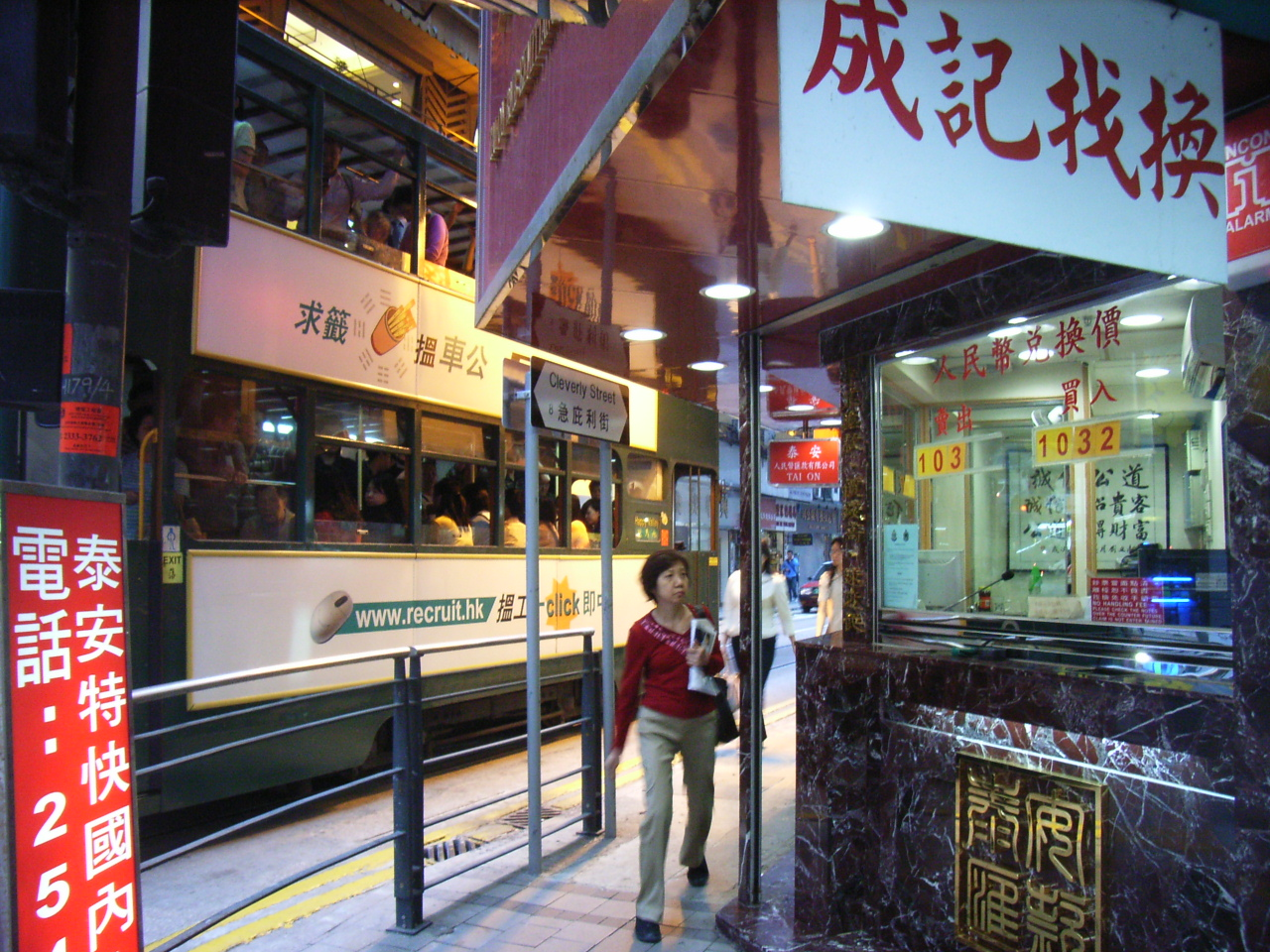
香港の両替商兼送金業者のカウンター。
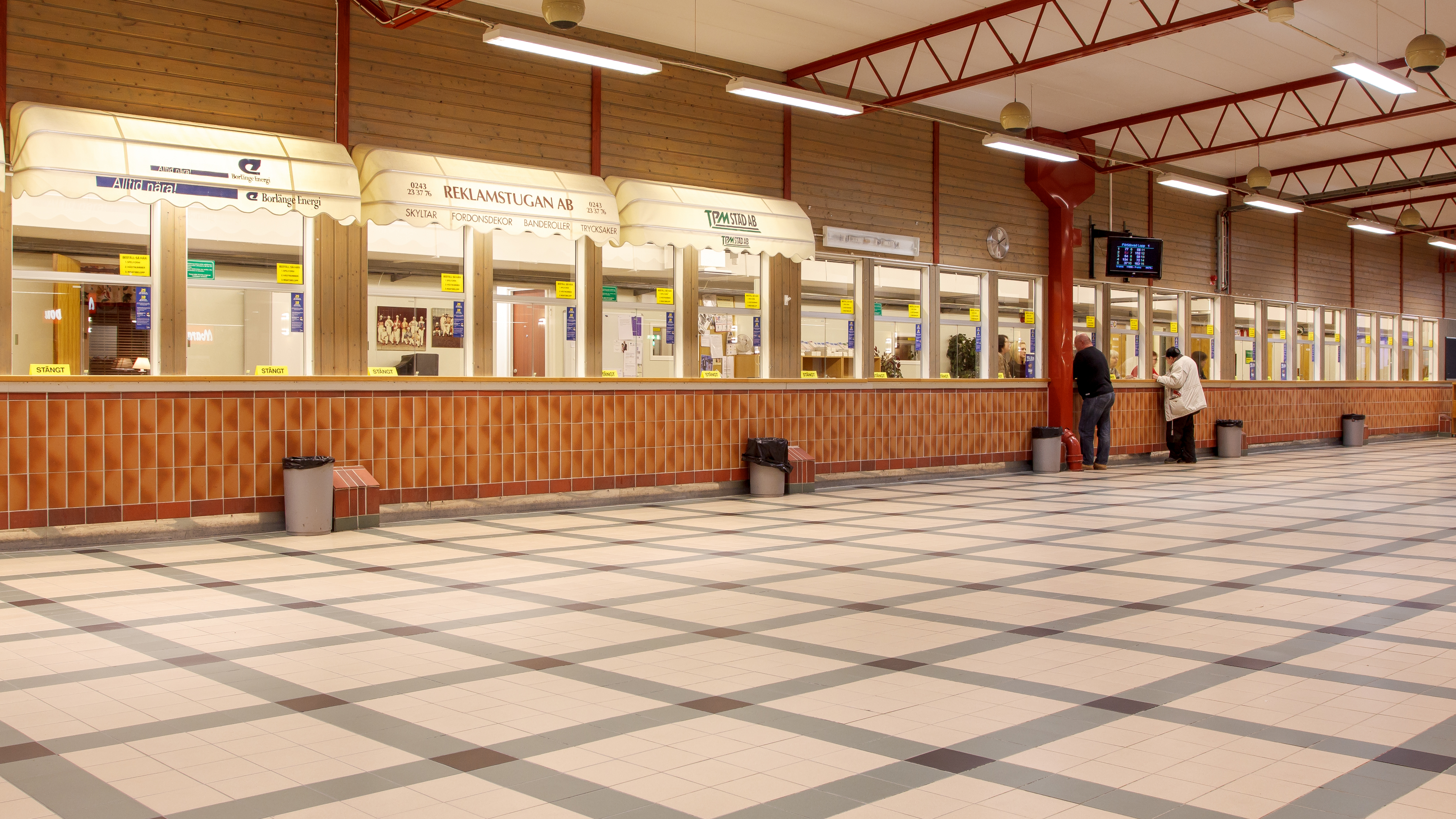
スウェーデンのRomme travbana。

## その他
他にも各種サービスカウンターなどがある。

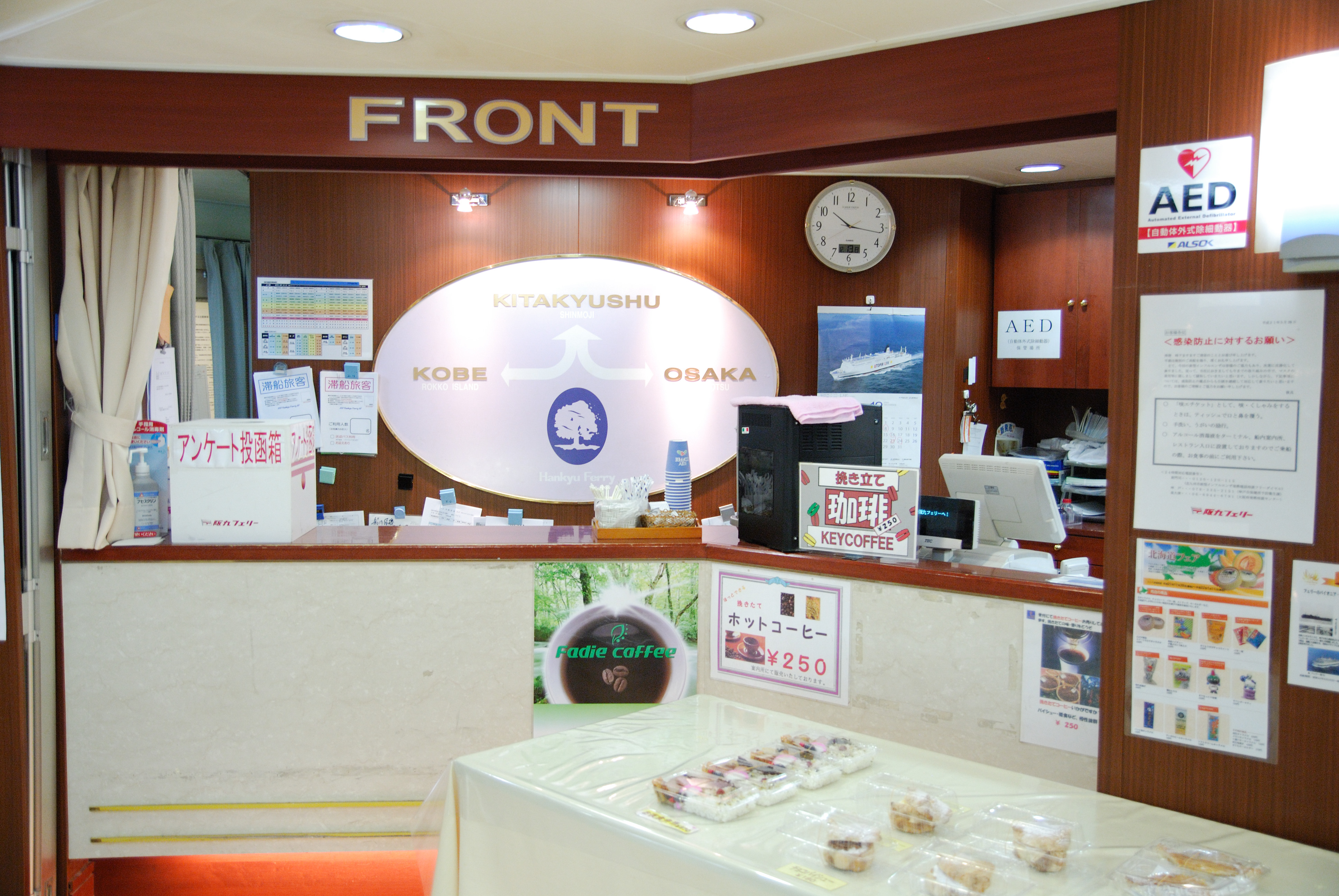
阪九フェリー内のフロント。
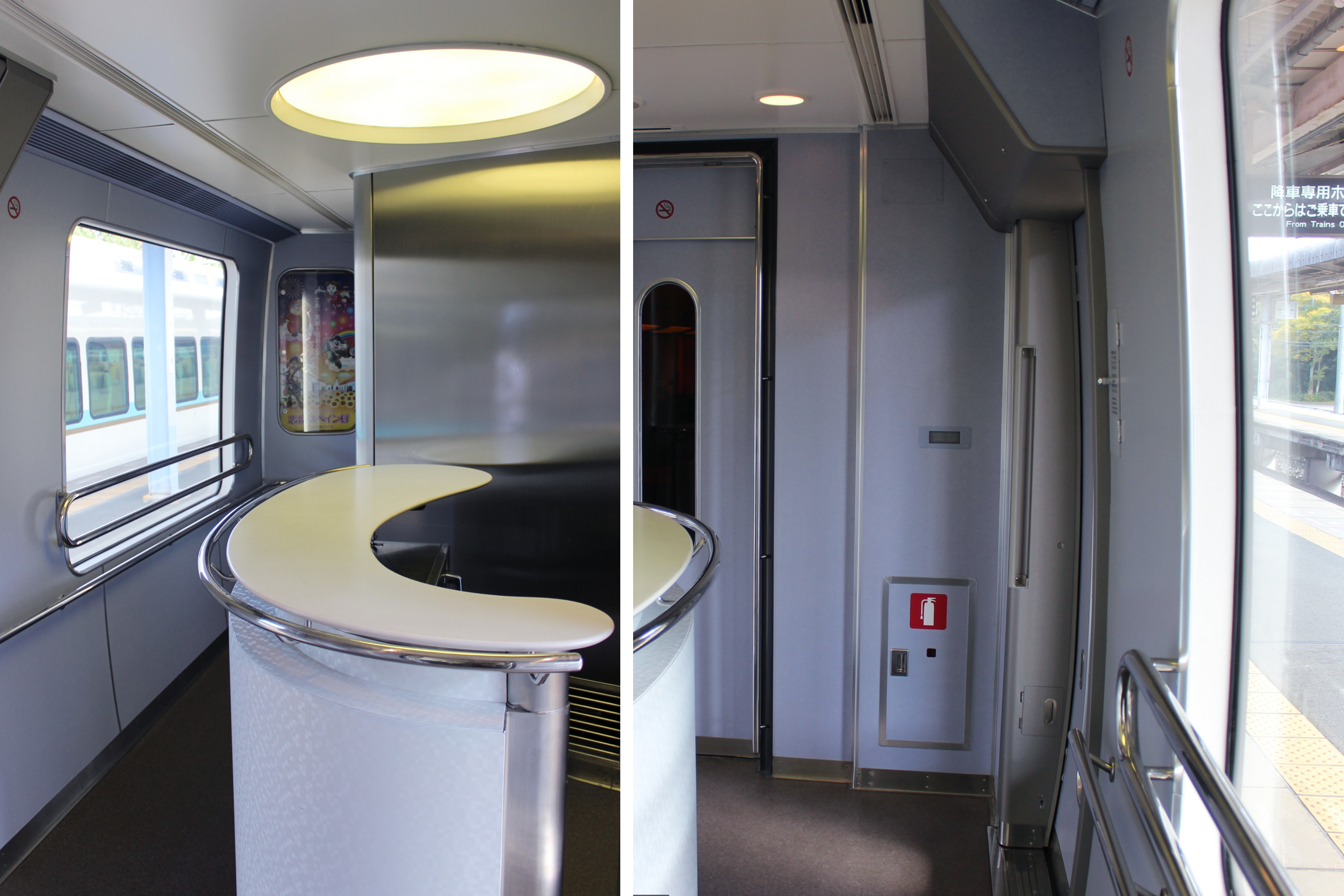
近鉄23000系電車「シーサイドカフェ」。曲線になっている。
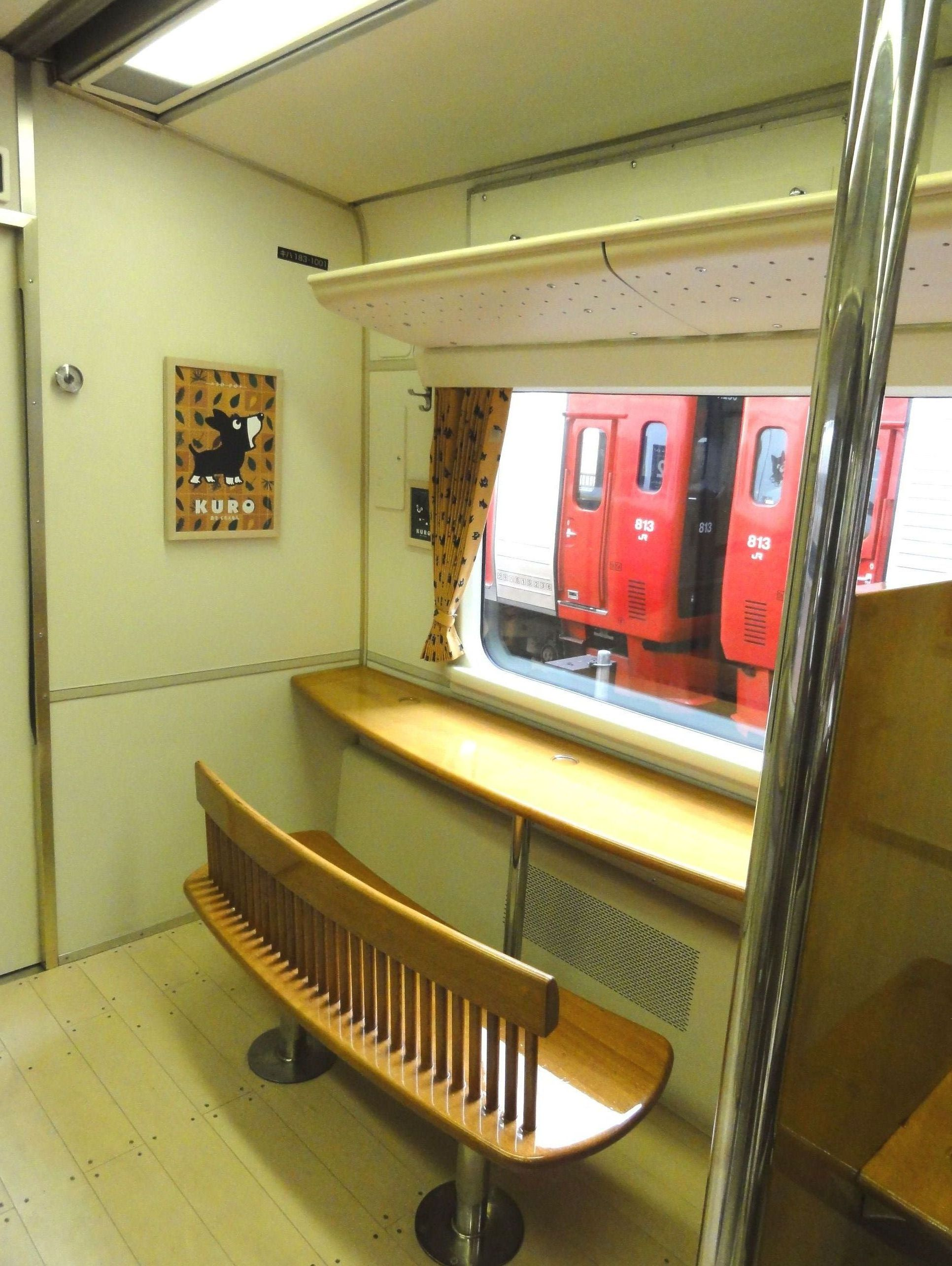
JR九州あそぼーい！2号車「コモンスペース」。
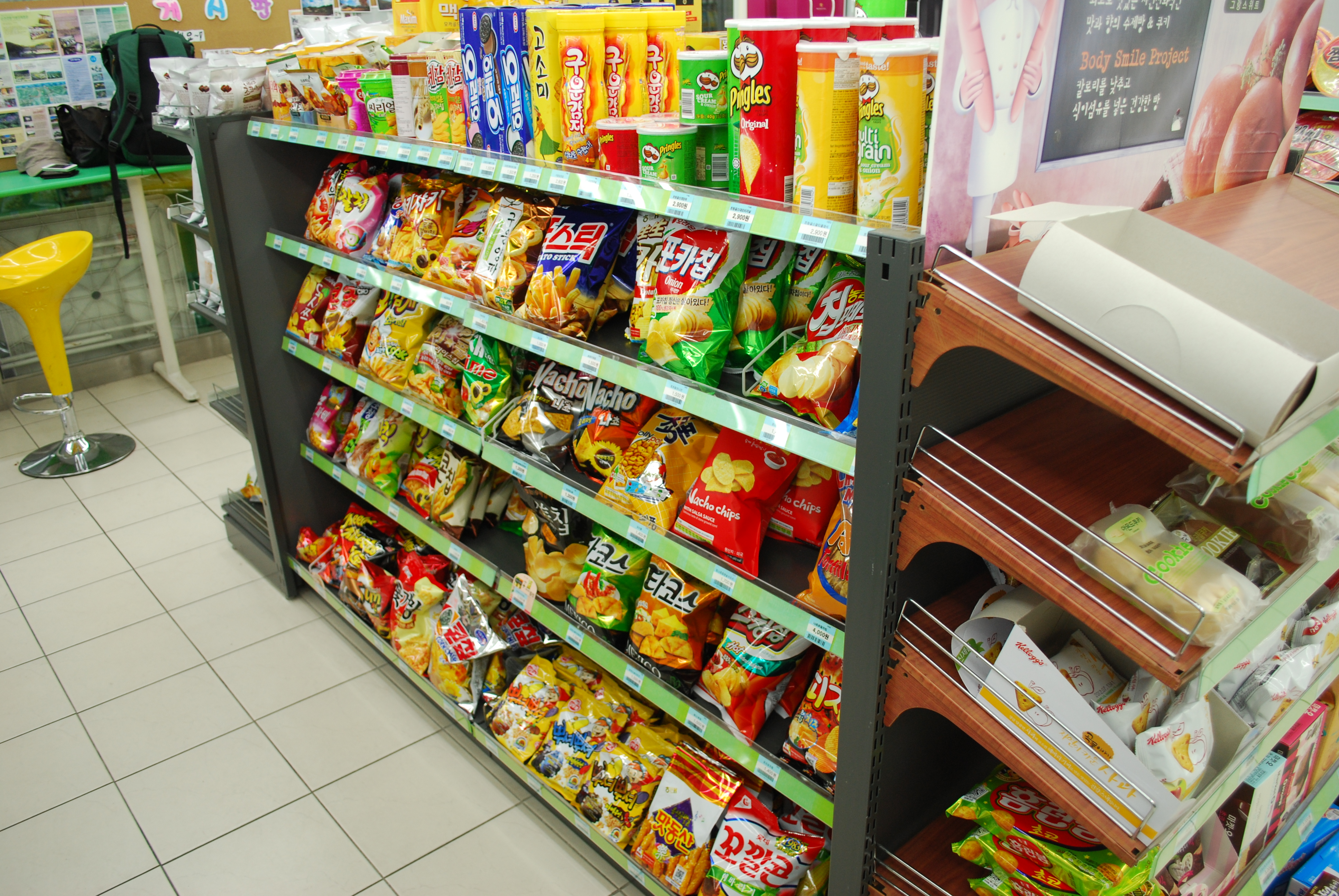
韓国のファミリーマート店内。
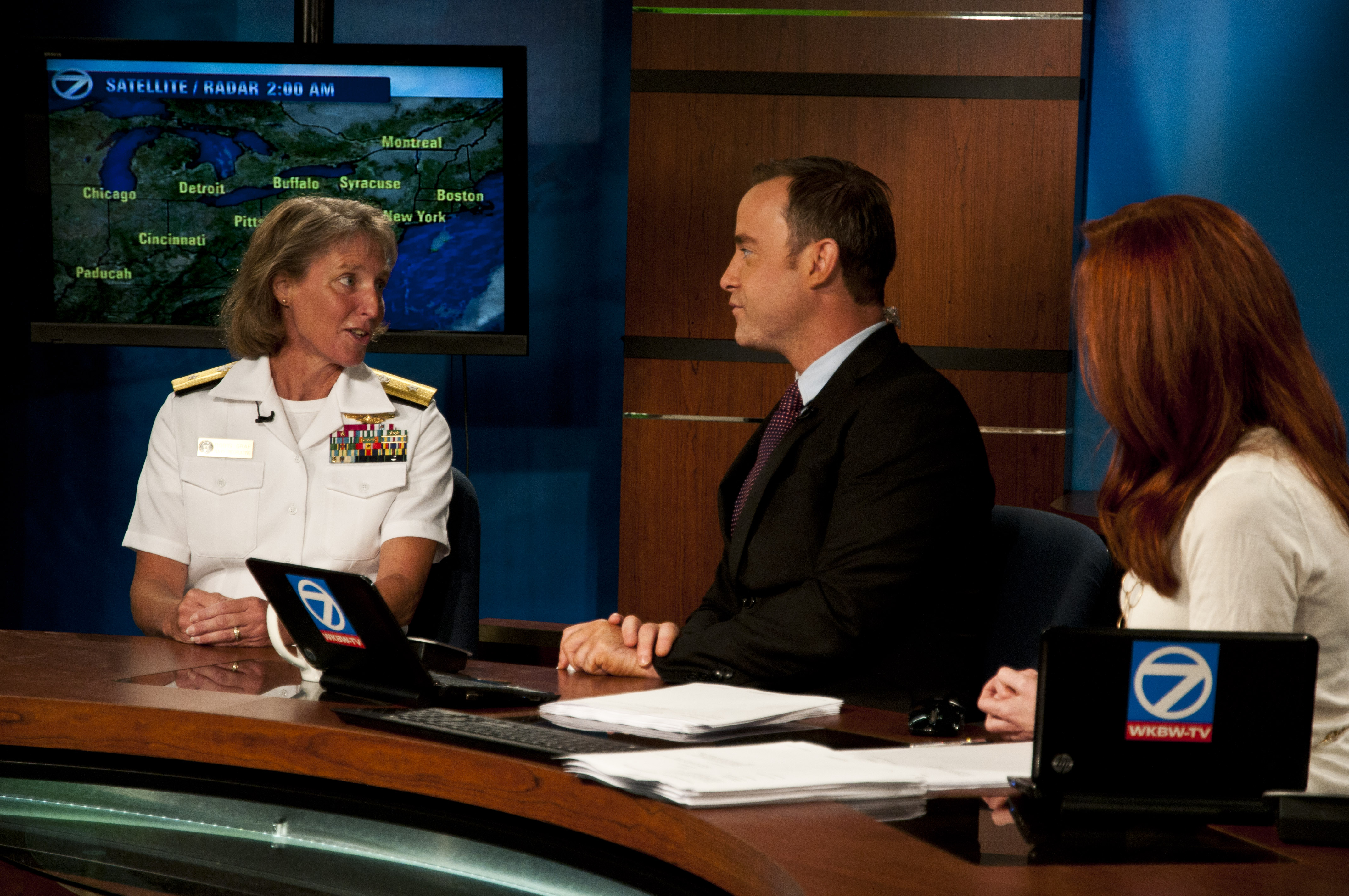
ニュースキャスター用。